# Красный пролетарий (завод, Москва)
ОАО «Красный пролетарий» — металлообрабатывающее и машиностроительное предприятие, основанное братьями Э. и Ф. Бромлей в Москве (Российская империя), одно из наиболее крупных в стране. Располагается по адресу: г. Москва, ул. Бутлерова, 17.

## История

### В Российской империи
Эдуард Иванович (род. 1830) и Фёдор (Фридрих) Иванович (род. 1838) Бромлей, принявшие русское подданство выходцы из Ганновера, в 1857 году открыли в Москве, на Щипке в Замоскворечье небольшую механическую мастерскую. В мастерской изготавливали столярные инструменты — топоры, пилы, молотки, сельскохозяйственные орудия — серпы, косы, затем небольшие (3—35 л. с.) паровые машины. В 1864 году Бромлеи для расширения производства приобрели у Калужской заставы напротив Нескучного сада земельный участок площадью 10,5 га, где к началу 1870-х годов возвели два больших двухэтажных корпуса. В 1878 году были построены сборочные мастерские.
В 1869 году было учреждено Товарищество «Братья Э. и Ф. Бромлей». В 1881 году Товарищество было преобразовано в Торговый дом (товарищество на вере) «Братья Бромлей и Ко» с теми же учредителями, паи в Товариществе имели Эмилий (Альберт) Иванович (1835—1900), Наталья (Иоганна) Эдуардовна, Егор (Георгий-Фердинанд) Эдуардович (род. 1859) Бромлеи и Мария Эдуардовна Адамова.

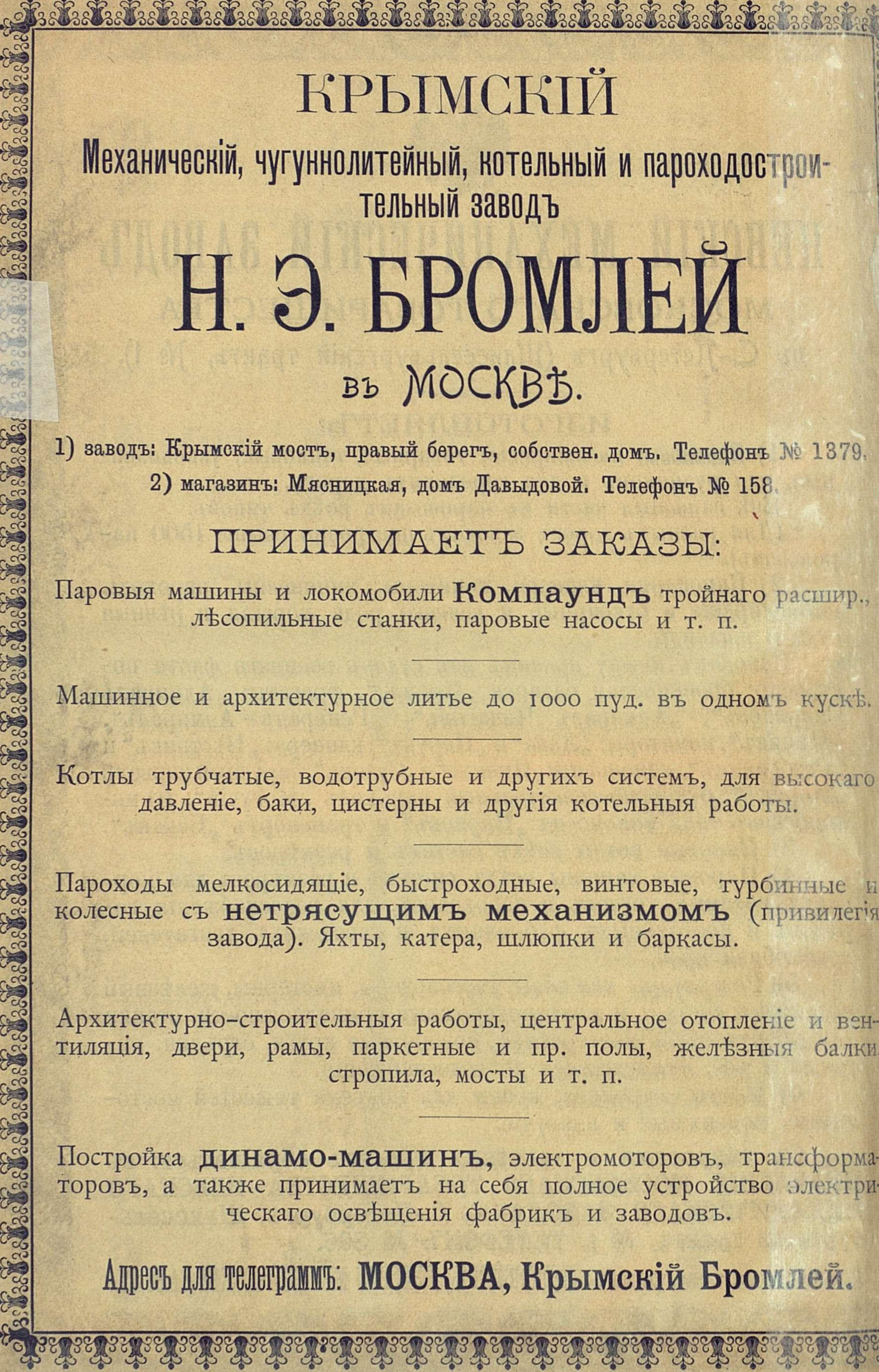
Реклама завода Н. Э. Бромлея, 1898 год

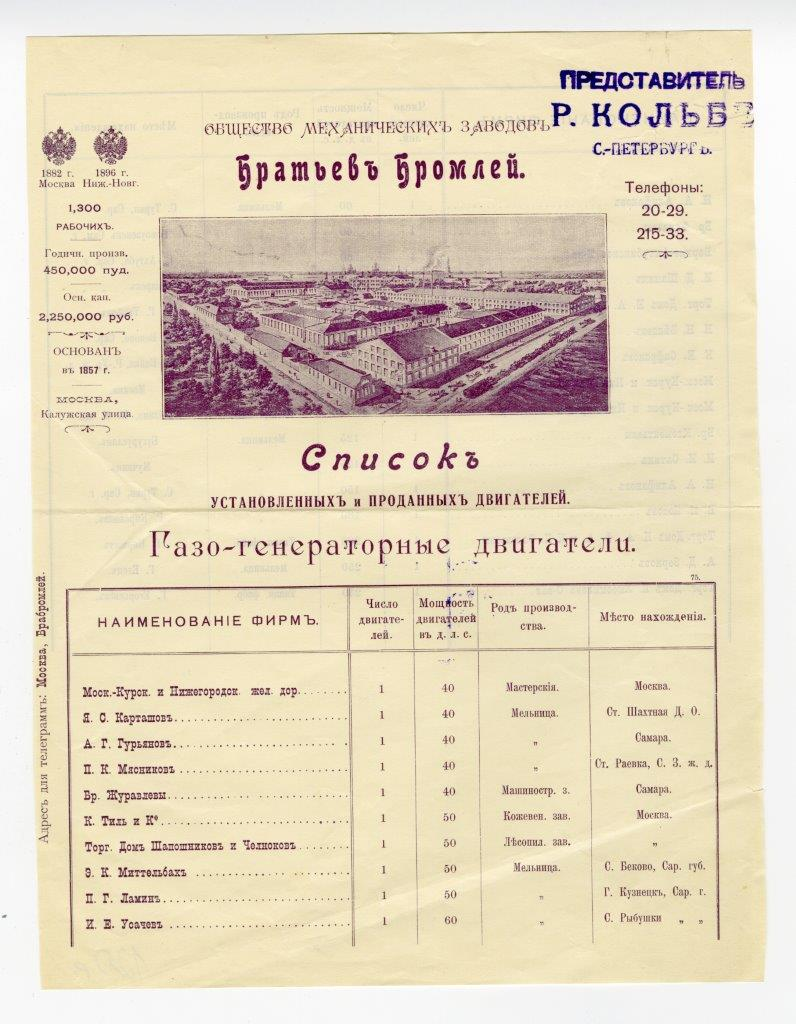
Реклама Общества механических заводов братьев Бромлей

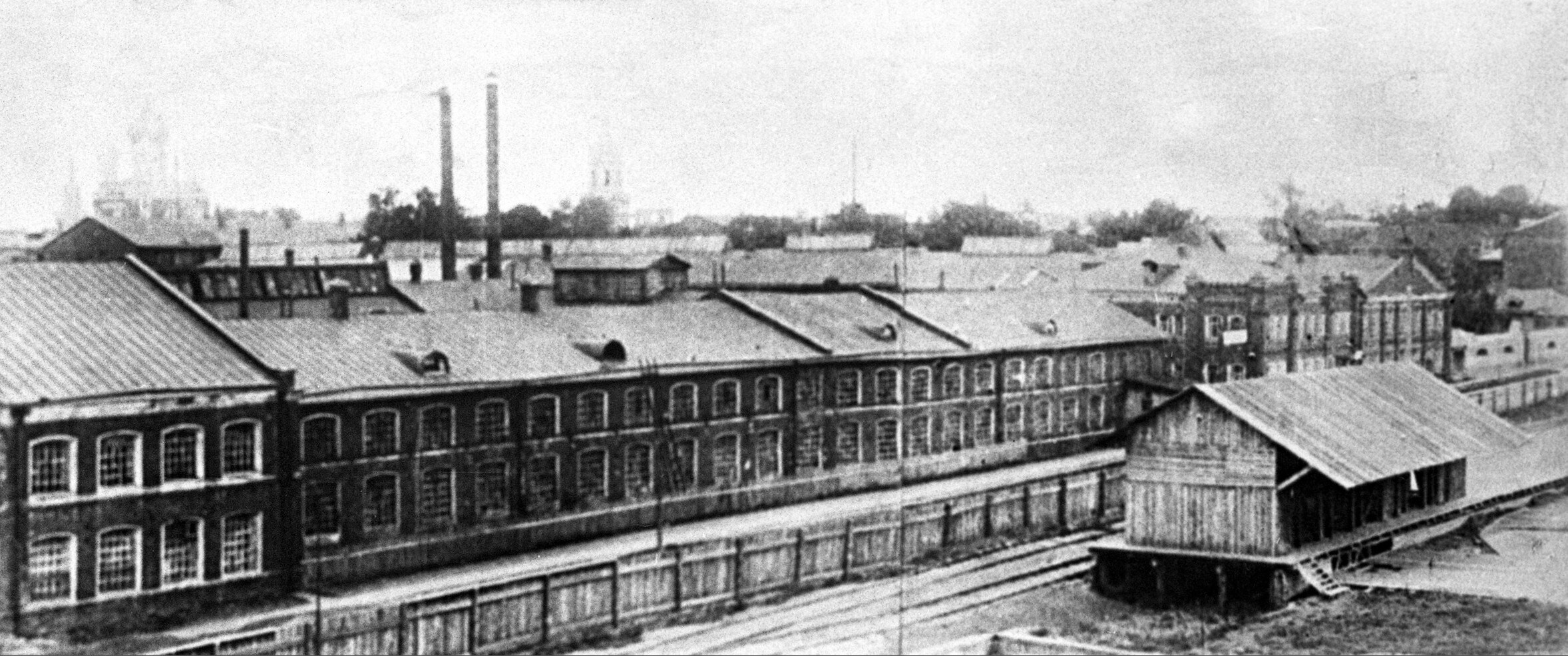
Вид завода бр. Бромлей на Малой Калужской улице, прим. 1915 год

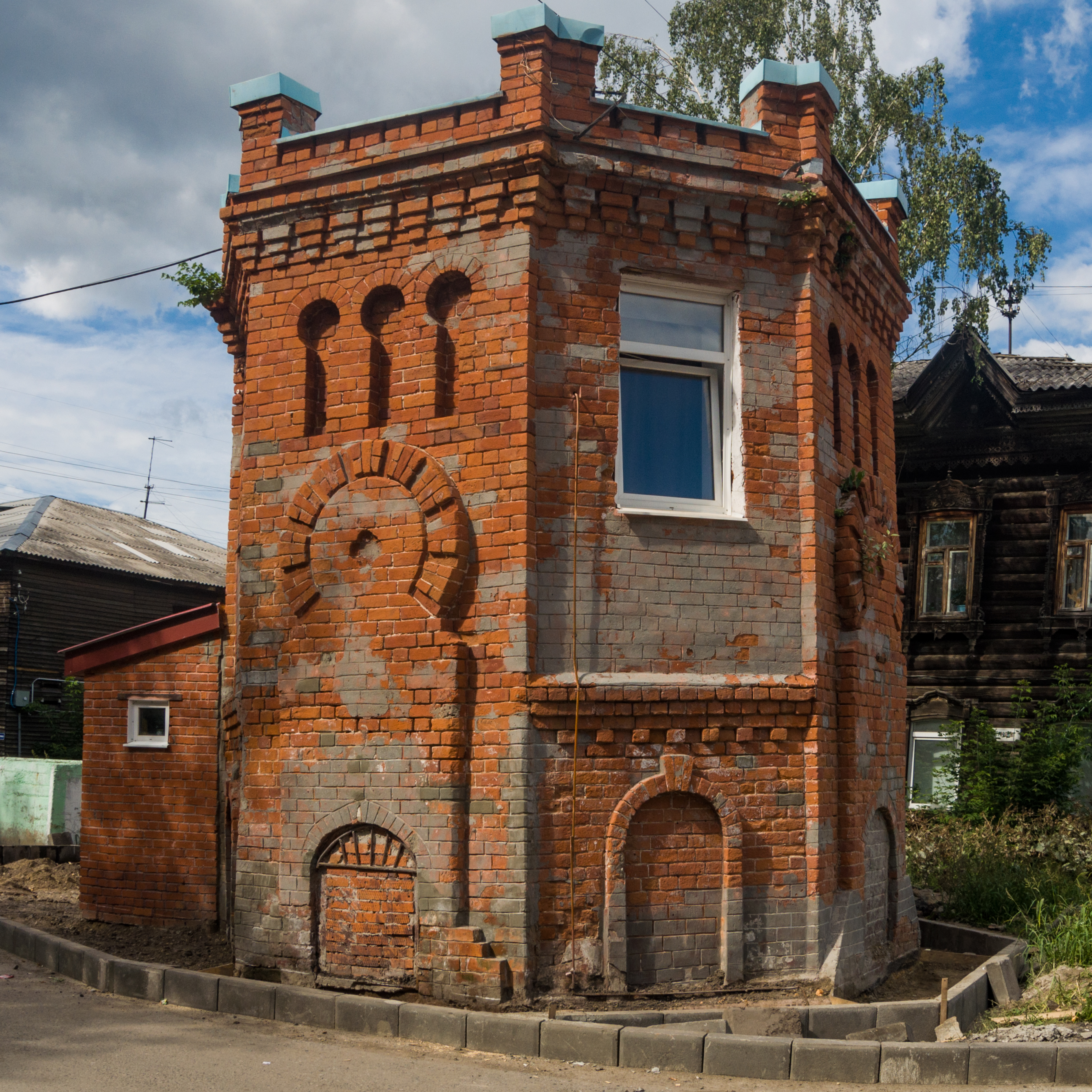
Водоразборная торговая будка производства Бр. Бромлей, Томск, 2017 год

В 1889 году значительная часть капитала Товарищества была передана Эдуардом Бромлеем своему сыну Николаю (Карлу) Бромлею (род. 1862) для организации самостоятельного предприятия. К 1892 году был построен новый корпус механического отделения.
В 1896 году новое предприятие было продано учреждённому в этом же году Обществу механических заводов братьев Бромлей. Правление Общества находилось в Москве в собственном доме на Малой Калужской улице. В 1913 году (по другим сведениям — в 1914) было переведено в Петербург. Оценивавшийся при создании Общества в 1 500 000 рублей основной капитал Общества в 1913 году достиг 3 000 000 рублей, а в 1916 году — 6 000 000 рублей.
Бромлеи остались совладельцами предприятия, Фёдор и Эмилий Бромлеи вошли в состав его правления, а окончивший Императорское московское техническое училище Егор Бромлей в 1899, 1903, 1915 годах назначался директором-распорядителем Общества. Пользовавшаяся известностью в торгово-промышленном мире фамилия Бромлей была сохранена в названии Общества, как торговая марка и знак высокого качества и надёжности изделий.
В 1896 году завод Общества занимал территорию площадью 15 тыс. м² между Малой Калужской улицей и Бахметьевым переулком (Серпуховской части) близ Донского монастыря, на которой было расположено 13 строений. В 1879 году объём производства составлял 376 тыс. рублей, а 1896 — свыше 1 млн рублей. Численность рабочих на предприятии с 10 человек в конце 1850-х годов возросла до 100 человек в 1863 году, а в 1896 году приблизилась к 1000 человек. При найме на предприятие Общества предпочтение имели выходцы из Тульской и Калужской губерний, областей с традиционно развитыми кустарной и заводской металлообработкой и механическими производствами, а также московские ремесленники. В 1870-х годах Обществом была открыта школа для 12—13-летних подростков для обучения литейным, токарным и слесарным профессиям.
К началу XX века завод имел 6 цехов, расположенных на площади 15,5 тыс. м². В 1914 году из 37 заводских строений 25 было каменными. Работал водопровод. В 1915—1916 годах начал работать кузнечно-штамповальный цех. В 1916 году Общество арендовало участок площадью 2,3 тыс. м² на Ризположенской площади под склад строительных материалов, в январе 1917 года приобрело у О. Ф. Бромлей участок на Донской улице.
На Всероссийской художественно-промышленной выставке в Москве (1882) Общество представило паровую машину мощностью в 100 л. с. системы «Компаунд». К 1896 году производились паровые машины мощностью 4—300 л. с.; системы «Компаунд» (40—1500 л. с.); тройного и четырёхкратного расширения пара (до 2000 л. с.). Значительную часть продукции составляли небольшие паровые машины (4—12 л. с.), продававшиеся в рассрочку на 2—3 года и имевшие хороший сбыт в деревне.

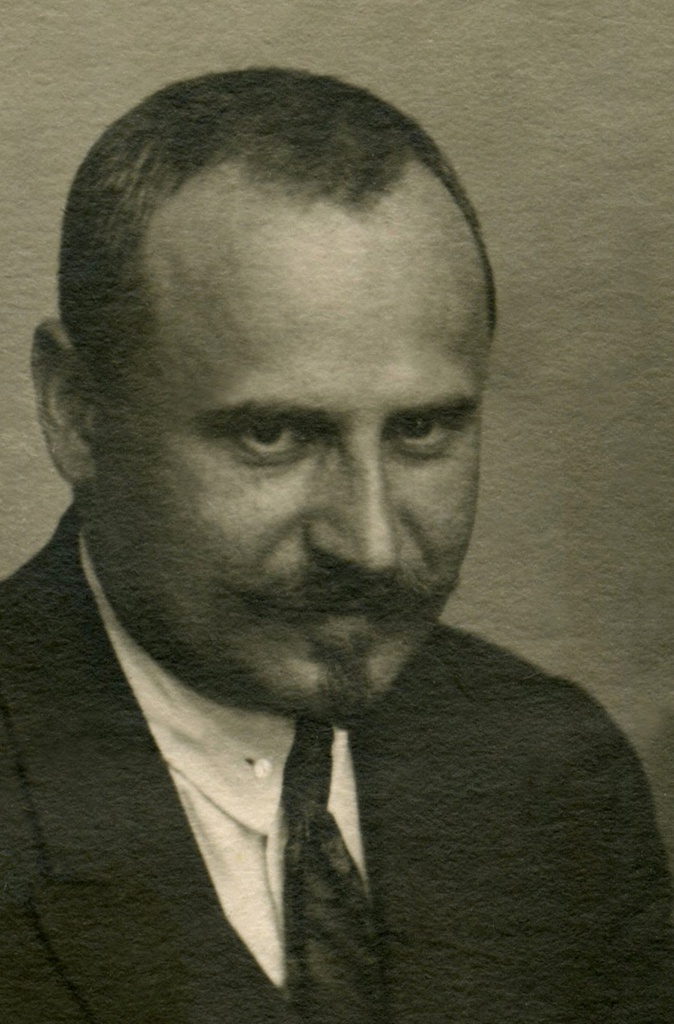
Куцкий Николай (директор завода Бр. Бромлей в 1916—1919 гг.)

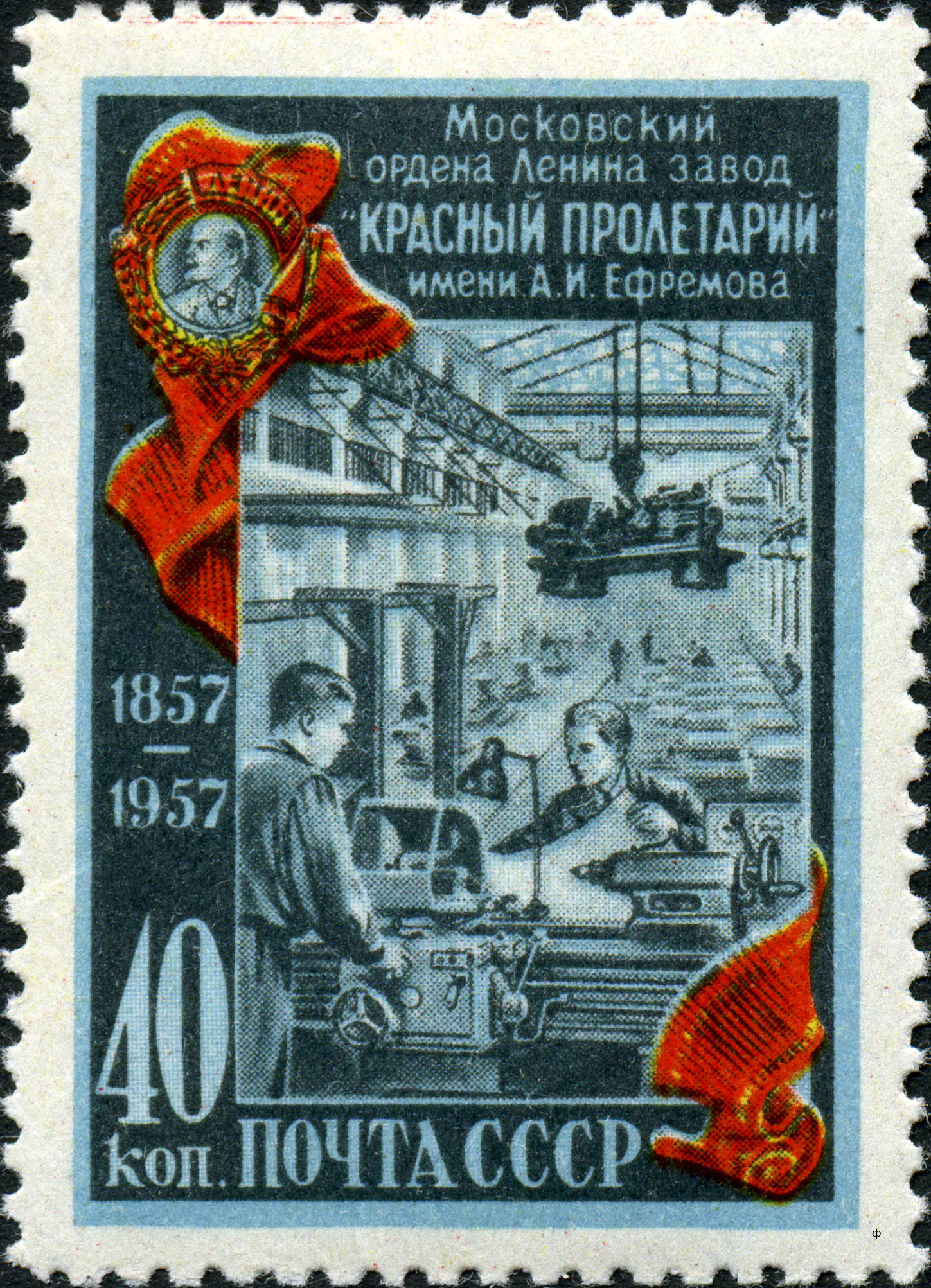
Марка СССР в честь 100-летия основания завода, 1957.

С 1868 года на производстве Общества выпускалось оборудование для городских водопроводов, к 1915 году произведённое оборудование было установлено более чем 30 городах, в том числе в Москве, Томске и др.
В 1887 году Общество получило заказ на поставку металлических конструкций для трибун ипподрома Императорского московского скакового общества, на производстве Общества были изготовлены также металлические балки и арматура для строившегося в Москве Музея изящных искусств.
Общество получает крупные заказы на поставку оборудования для мастерских в связи со строительством Великой Сибирской магистрали.
Во время Первой мировой войны, в 1915 году, было проведено испытание ножниц для резки проволочных заграждений, сконструированных Е. Эд. Бромлеем. Обществом производились станки для рассверливания и обточки стволов, цилиндровки гранат, а также бензиновые двигатели для прожекторных станций, патронодержатели и патроны и др. На рубеже 1916—1917 годов был открыто производство автомобильных частей и двигателей.

### В СССР
В ноябре 1918 года предприятие было национализировано и получило название «Государственный машиностроительный завод № 2». В 1922 году завод переименовали в «Красный пролетарий». В 1927—1928 года по проекту архитекторов В. Д. Кокорина и А. К. Болдырева построены новые корпуса завода.
В октябре 1941 года начинается эвакуация завода. Однако уже в начале 1942 года, в связи с успехом битвы за Москву, часть оборудования возвращается из эвакуации.
С 1951 года завод носит имя А. И. Ефремова, министра станкостроения СССР в 1941—1949 годах.

### В Российской Федерации
55°39′00″ с. ш. 37°32′26″ в. д.
В 1992 году завод был акционирован.
В 1998—2000 годах завод переехал из района Малой Калужской улицы в филиал на улице Бутлерова.
С ноября 2009 года события вокруг «Красного пролетария« развернулись по сценарию начала 90-х годов. При невыясненных обстоятельствах в районе г. Лимасол, Республика Кипр, был зверски, с применением пыток, убит Председатель Совета директоров и акционер, контролирующий контрольный пакет акций завода Ю. И. Кириллов. Почти сразу после убийства, в январе 2010 г. юристы, работающие у Юрия Кириллова, заявили о том, что теперь они являются собственниками завода. Пользуясь оффшорными технологиями, им удалось мошенническим путем завладеть акциями предприятия — 65 %, пакетом, ранее находящимся под контролем Кириллова Ю. И. В целях завладения имущественным комплексом завода юристы — оборотни привлекли адвокатов Адвокатского бюро «Резник, Гагарин, Абушахмин и Партнеры» и Московский индустриальный банк.
В 2010 году в многолетней борьбе за существование была поставлена точка. В субботу, 24 июля группа из 150 боевиков-рейдеров захватила завод «Красный Пролетарий«, подавила заводскую охрану и провела на территорию завода «новую администрацию». Всё заводское оборудование в течение нескольких дней было обесточено. В понедельник утром, 26 июля ни директор завода, ни рабочие не смогли попасть на свои рабочие места. Захватчики заявили, что завод перешёл в собственность нового хозяина. Данное событие никак не было освещено в федеральных СМИ, несмотря на критическую значимость Красного Пролетария и ЭНИМС для обеспечения независимости государства.
Обитателей общежития быстро вытеснили, повысив цену за аренду жилья: 20 сентября по всем этажам были расклеены объявления, о том, что жильцы отныне должны платить по 6 тысяч 700 рублей за каждый квадратный метр комнаты в год (в итоге получилась сумма, не уступающая средней плате за коммерческий съем квартиры).
В течение 2010 года большая часть оборудования была частично распродана, частично порезана на металлолом. Хозяйствовала на заводе группа выходцев из Дагестана и Ингушетии. Впоследствии большая часть площадей завода была продана под застройку (стоимость земли в элитном районе Москвы оценивалась в сотни миллионов долларов), часть сдавалась в аренду. Флагман отечественного станкостроения прекратил свое существование. Судьба заводских архивов и всей интеллектуальной собственности остаётся неизвестной.
В 2017 году появилась новость о том, что завод «Красный пролетарий» якобы возобновляет производство. Однако при этом не упомянуто о существовании производственной базы для осуществления столь сложной деятельности.